# Phương diện quân Kavkaz
Phương diện quân Kavkaz (tiếng Nga: Кавказский фронт) là một tổ chức tác chiến chiến lược của Hồng quân Liên Xô trong Thế chiến thứ hai. Hướng tác chiến chính của phương diện quân là khu vực bán đảo Kerch, tuy nhiên thời gian tồn tại của nó chỉ non 1 tháng trước khi bị giải thể và tổ chức lại thành Phương diện quân Krym.

## Lịch sử
Phương diện quân Kavkaz được thành lập ngày 30 tháng 12 năm 1941 theo chỉ thị của Bộ Tổng tư lệnh Tối cao (Stavka), trên cơ sở đổi tên từ Phương diện quân Zakavkaz. Các lãnh đạo phương diện quân vẫn là Trung tướng Dmitry Kozlov, Tư lệnh phương diện quân, Chính ủy Sư đoàn Fyodor Shamanin, Ủy viên Hội đồng quân sự, Thiếu tướng Fyodor Tolbukhin, Tham mưu trưởng; đều là những lãnh đạo của Phương diện quân Zakavkaz.
Lực lượng của Phương diện quân Kavkaz tiếp tục thực hiện các mục tiêu trong chiến dịch đổ bộ Kerch-Feodosia trong giai đoạn 1941-1942, vốn bắt đầu vào ngày 25 tháng 12 năm 1941 bởi các chính lực lượng của Phương diện quân Zakavkaz cũ phối hợp với lực lượng của Hạm đội Biển Đen, đánh bại cụm quân Kerch của Đức, chiếm được một đầu cầu hoạt động quan trọng ở Krym.
Ngày 15 đến 18 tháng 1 năm 1942, sau khi bị thiệt hại nặng trong một cuộc đột kích bất ngờ của quân Đức, các đơn vị thuộc phương diện quân phải rút khỏi Feodosia, lui về phía eo Ak-Monay. Việt rút bỏ Feodosia đã làm Stalin giận dữ, và ông đã gửi L.Z. Mekhlis đến mặt trận để thanh tra. Theo chỉ đạo của Mekhlis, những người sau đây đã bị bắt: Tư lệnh Tập đoàn quân 44, Thiếu tướng I.F. Dashichev, Tư lệnh Sư đoàn Bộ binh 236, Thiếu tướng V.K. Moroz, cùng một số sĩ quan cao cấp khác. Tất cả đều bị tước quyền chỉ huy và bị đưa ra tòa án binh. Tướng Moroz sau đó đã bị đưa ra xử bắn ngày 22 tháng 2 năm 1942.
Ngày 25 tháng 1 năm 1942, Mehlis, khi chưa có sự đồng ý của Stalin, đã khăng khăng đưa ra mệnh lệnh tái chiếm Feodosia. May mắn thay Đại bản doanh đã kịp thời dừng mệnh lệnh và phê bình hành xử của Mehlis và yêu cầu rằng phương án tác chiến phải được chuẩn bị cẩn thận.
Ngày 28 tháng 1 năm 1942, theo chỉ thị của Bộ Tổng tư lệnh Tối cao, Phương diện quân Kavkaz được chia thành Phương diện quân Krym và Quân khu Zakavkaz.

## Biên chế chủ lực
- Tập đoàn quân 44
- Tập đoàn quân 46
- Tập đoàn quân 47
- Tập đoàn quân 51
- Tập đoàn quân độc lập Duyên hải